# Saša Novak Radulović
Saša Novak- Sale (Zagreb, 22. prosinca 1964.), bivši gitarist i producent rock sastava Psihomodo pop.

## Glazbena karijera
Svirao je i u sastavima Virusi, Novak & Kopola, Drago Mlinarec & Le Cinema, La Video. Producirao je sastave Greaseballs i Fantomi. Pojavljuje se i na nosačima zvuka Ivana Stančića i Dina Dvornika. Karijeru je započeo u karlovačkom punk-rock sastavu Nužni izlaz a prelaskom u Psihomodo pop ostvaruje svoja najveća izvođačka postignuća, kako specifičnim scenskim nastupom, tako i producentskom aktivnošću. Zajedno sa sastavom Psihomodo pop radio je i na zanimljivim TV projektima obrade bajki za djecu.
Danas svira u novom odvojenom Prljavom kazalistu zajedno s Davorinom Bogovićem i Tihomirom Filešom.[nedostaje izvor]

## Diskografija

### Studijski albumi
- Godina zmaja  (Jugoton, 1988.)
- Sexy magazin  (Jugoton, 1990.)
- Tko je ubio Mickey Mousa (Croatia Records, 1992)
- Srebrne svinje (Croatia Records, 1994.)

### Live albumi
- Live in Amsterdam (Jugoton, 1989.)
- ZG Rock forces (Jugoton, 1990.)

### Sa sastavom Novak and Kopola
- Rock akademija (HRT Orfej, 1991.)

### S Ivanom Pikom Stančićem
- Bubnjevi na suncu (Orfej, 1991.)

### Razni izvođači
- Blue moon - with Greaseballs and Fantomi (Croatia Records, 1995.)
- Rock za Hrvatsku 1 - 3 ("with Novak and Kopola, Fantomi, Le Cinema, Drago Mlinarec,") (Croatia Records, 1996.)
- Crockabilly - with Fantomi and Greaseballs (Aquarius Records, 1995.)

### Samostalni albumi
- Once upon a time (i was a rock'n'roll star) (OHHO Records, 2011,2017.)
- Ja sam tu (Croatia Records, 2018.)